# Comitatul Târnava-Mică
Comitatul Târnava-Mică, cunoscut și ca Varmeghia Târnava-Mică (în maghiară Kis-Küküllő vármegye, în germană Komitat Klein-Kokelburg), a fost o unitate administrativă a Regatului Ungariei, care a funcționat în perioada 1876-1920. Capitala comitatului a fost orașul Diciosânmartin (azi Târnăveni). Teritoriul comitatului se află în prezent în centrul României.

## Geografie
Comitatul Târnava-Mică se învecina la vest cu Comitatul Alba de Jos (Alsó-Fehér), la nord cu comitatele Turda-Arieș (Torda-Aranyos) și Mureș-Turda (Maros-Torda), la est cu Comitatul Odorhei (Udvarhely) și la sud cu Comitatul Târnava-Mare (Nagy-Küküllő). Râul Mureș (Maros) făcea parte din limita sa nordică, iar Râul Târnava Mare (Nagy-Küküllő) forma limita sa sudică. Râul Târnava Mică curgea pe teritoriul comitatului. Suprafața comitatului în 1910 era de 1.724 km², incluzând suprafețele de apă.

## Istorie
Comitatul Târnava-Mică a fost înființat în anul 1876, când structura administrativă a Transilvaniei a fost schimbată. În acel an, comitatul Târnava (în maghiară Küküllő) s-a împărțit în două. În 1918, urmată fiind de confirmarea Tratatului de la Trianon din 1920, comitatul, alături de întreaga Transilvanie istorică, a devenit parte a României.
După Unirea Transilvaniei cu România, teritoriul său a fost inclus în județul Târnava-Mică. Teritoriul Comitatului Târnava-Mică se regăsește azi în județele Mureș (centrul și nordul, cu orașul Târnăveni), Alba (partea de sud-vest) și Sibiu (partea de sud, cu orașul Dumbrăveni).

## Demografie
În 1910, populația comitatului era de 116.091 locuitori, dintre care: 
- Români -- 55.585 (47,88%)
- Maghiari -- 34.902 (30,06%)
- Germani -- 20.272 (17,46%)

## Subdiviziuni
La începutul secolului 20, subdiviziunile comitatului Târnava-Mică erau următoarele:
| Districte (járás)                                   | Districte (járás)                                   |
| District                                            | Capitală                                            |
| --------------------------------------------------- | --------------------------------------------------- |
| Dicsőszentmárton                                    | Dicsőszentmárton --- Diciosânmartin (azi Târnăveni) |
| Erzsébetváros                                       | Erzsébetváros --- Eisabetopol (azi Dumbrăveni)      |
| Hosszúaszó                                          | Hosszúaszó --- Hususău (azi Valea Lungă)            |
| Radnót                                              | Radnót --- Iernut                                   |
| Districte urbane (rendezett tanácsú város)          |                                                     |
| Dicsőszentmárton --- Diciosânmartin (azi Târnăveni) |                                                     |
| Erzsébetváros --- Elisabetopol (azi Dumbrăveni)     |                                                     |